# Kogeldistel
Kogeldistel (Echinops) is een geslacht uit de composietenfamilie (Asteraceae). De soorten komen voor in Eurazië en Afrika. 

## Soorten
- Echinops adenocaulos
- Echinops banaticus[2][3]
- Echinops chantavicus
- Echinops echinatus
- Echinops exaltatus
- Echinops giganteus
- Echinops gmelinii
- Echinops graecus
- Echinops humilis
- Echinops latifolius
- Echinops longisetus
- Echinops nivens
- Echinops niveus
- Echinops orientalis
- Echinops ritro
- Echinops ruthenicus
- Echinops setifer
- Echinops sphaerocephalus - beklierde kogeldistel
- Echinops spinosissimus
- Echinops tournefortii
- Echinops tschimganicus
- Echinops viscosus

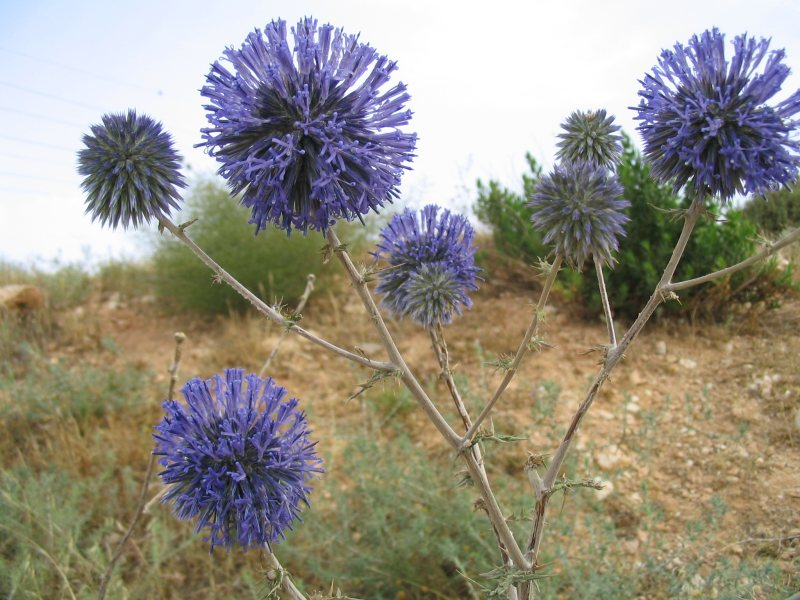
Echinops adenocaulos
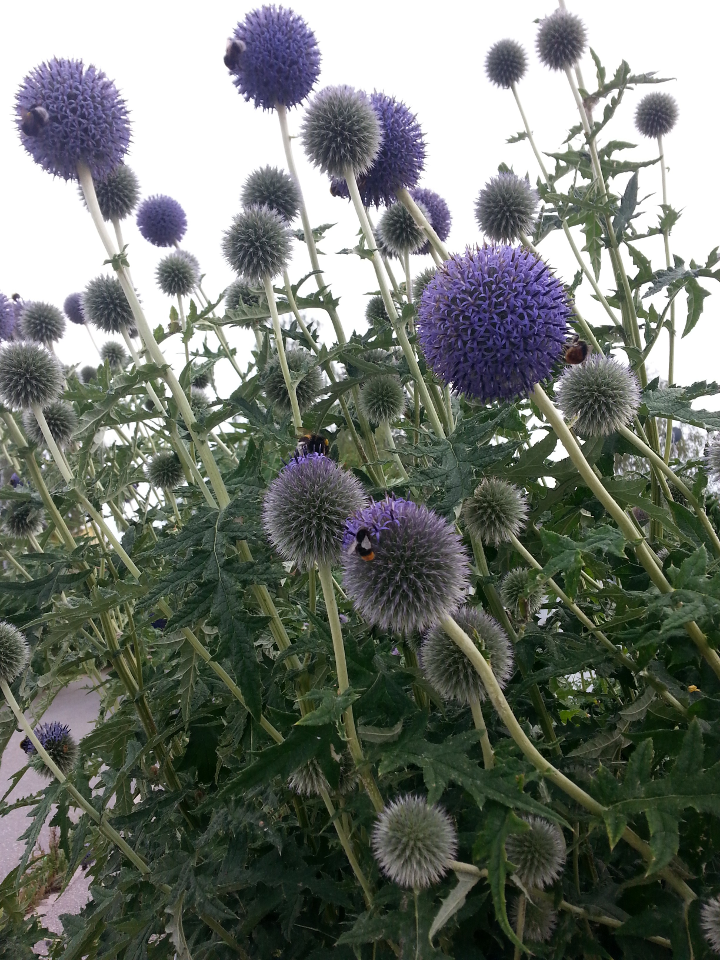
Echinops bannaticus
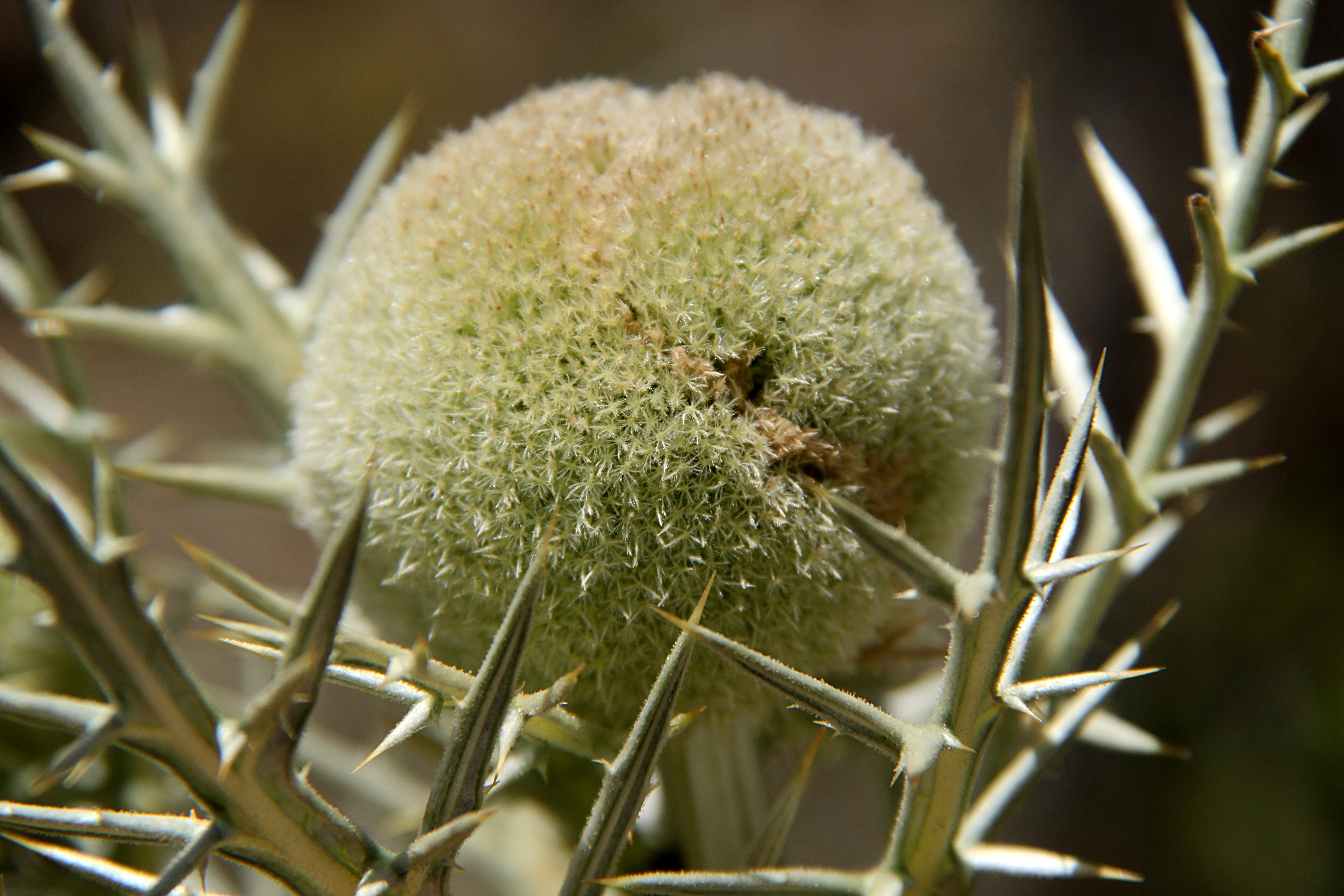
Echinops giganteus
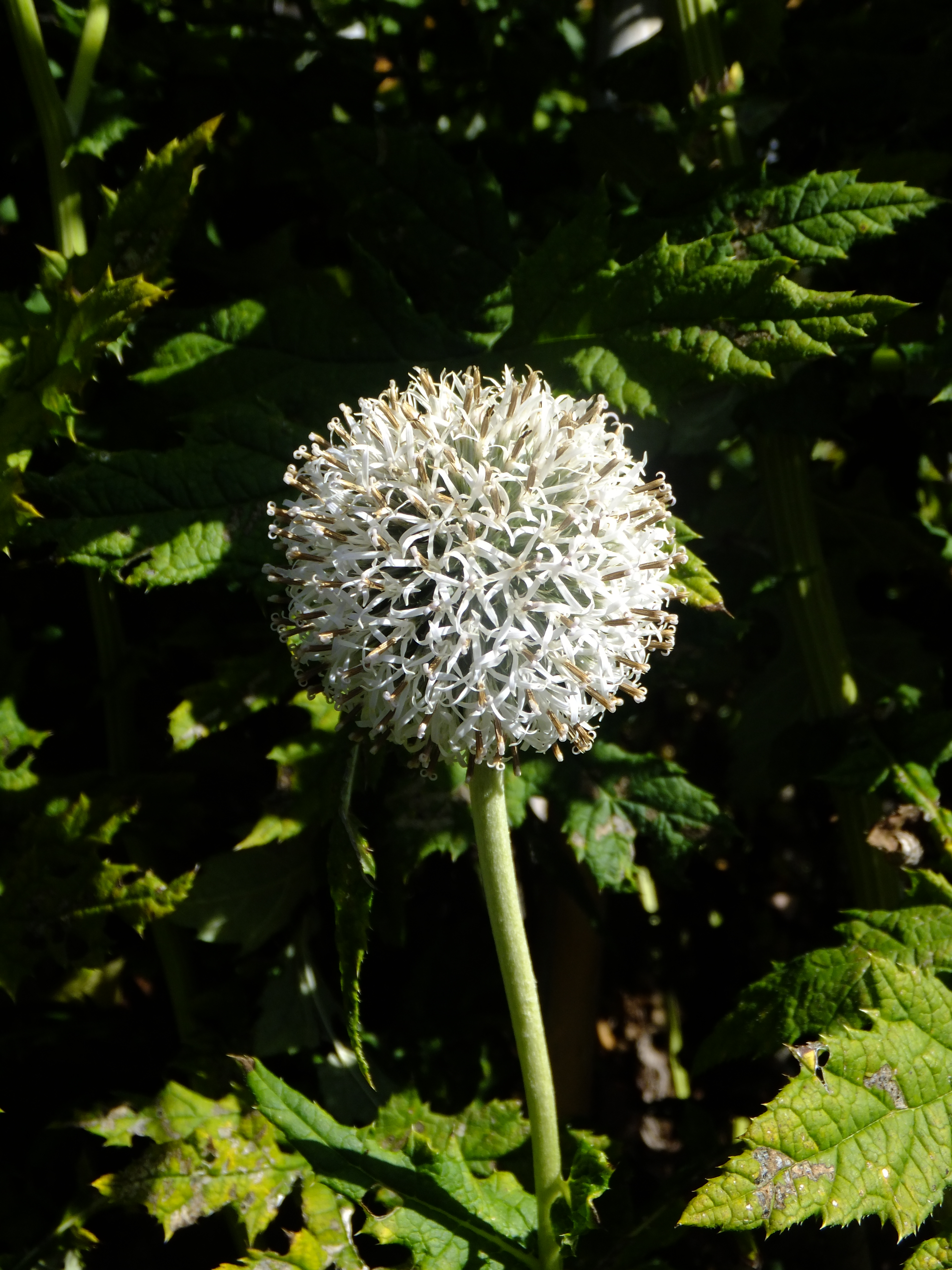
Echinops exaltatus
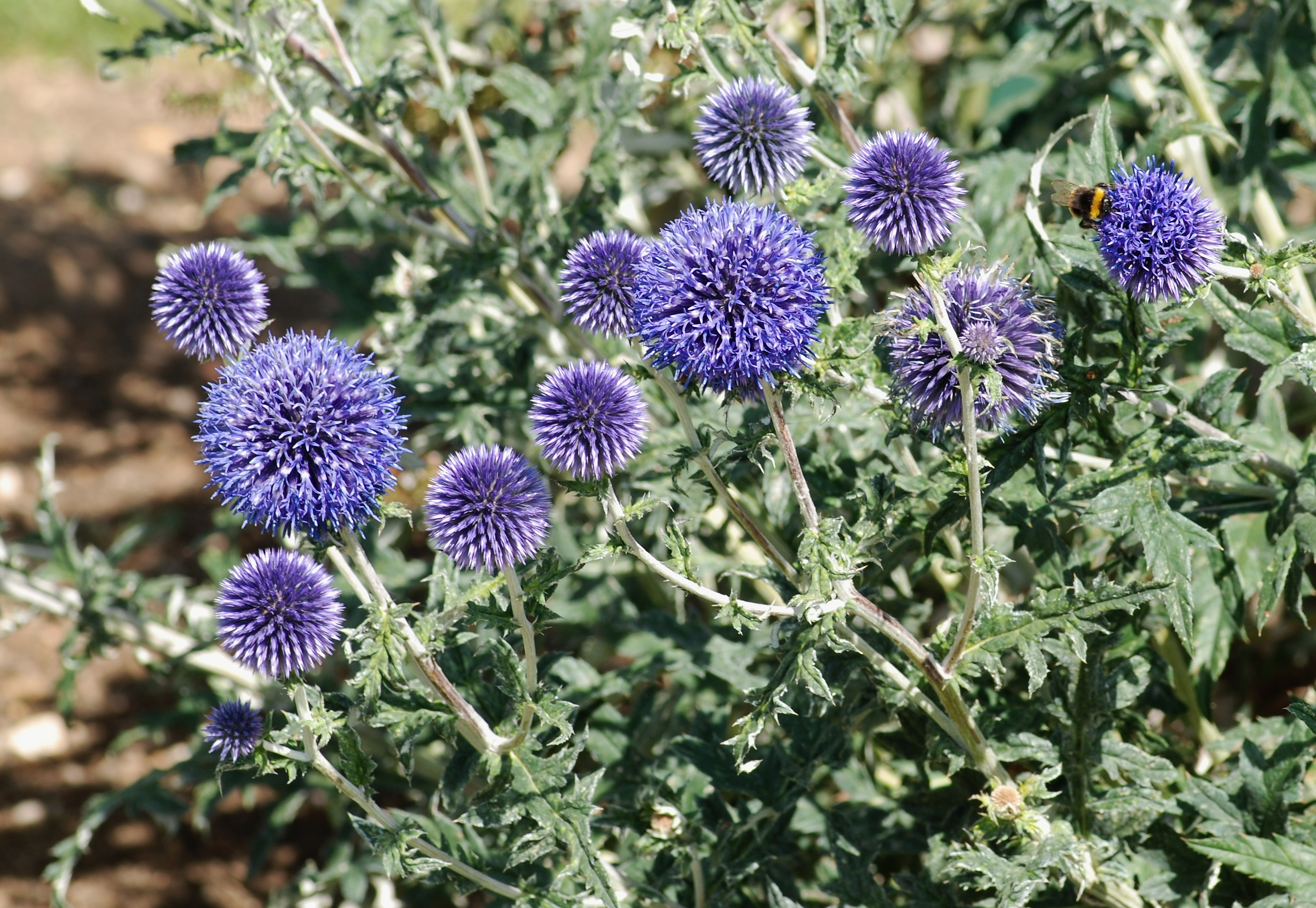
Echinops ritro
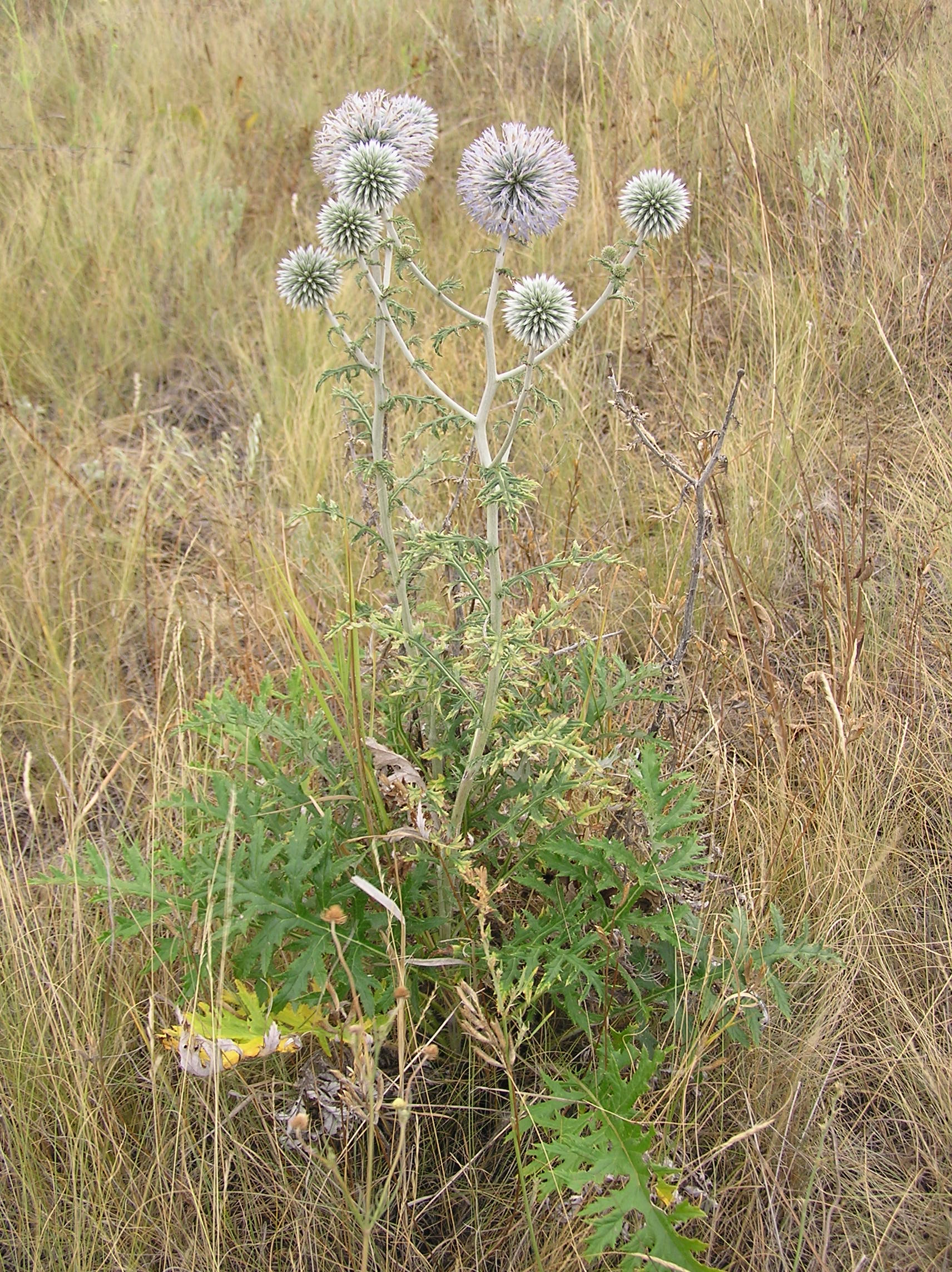
Echinops sphaerocephalus
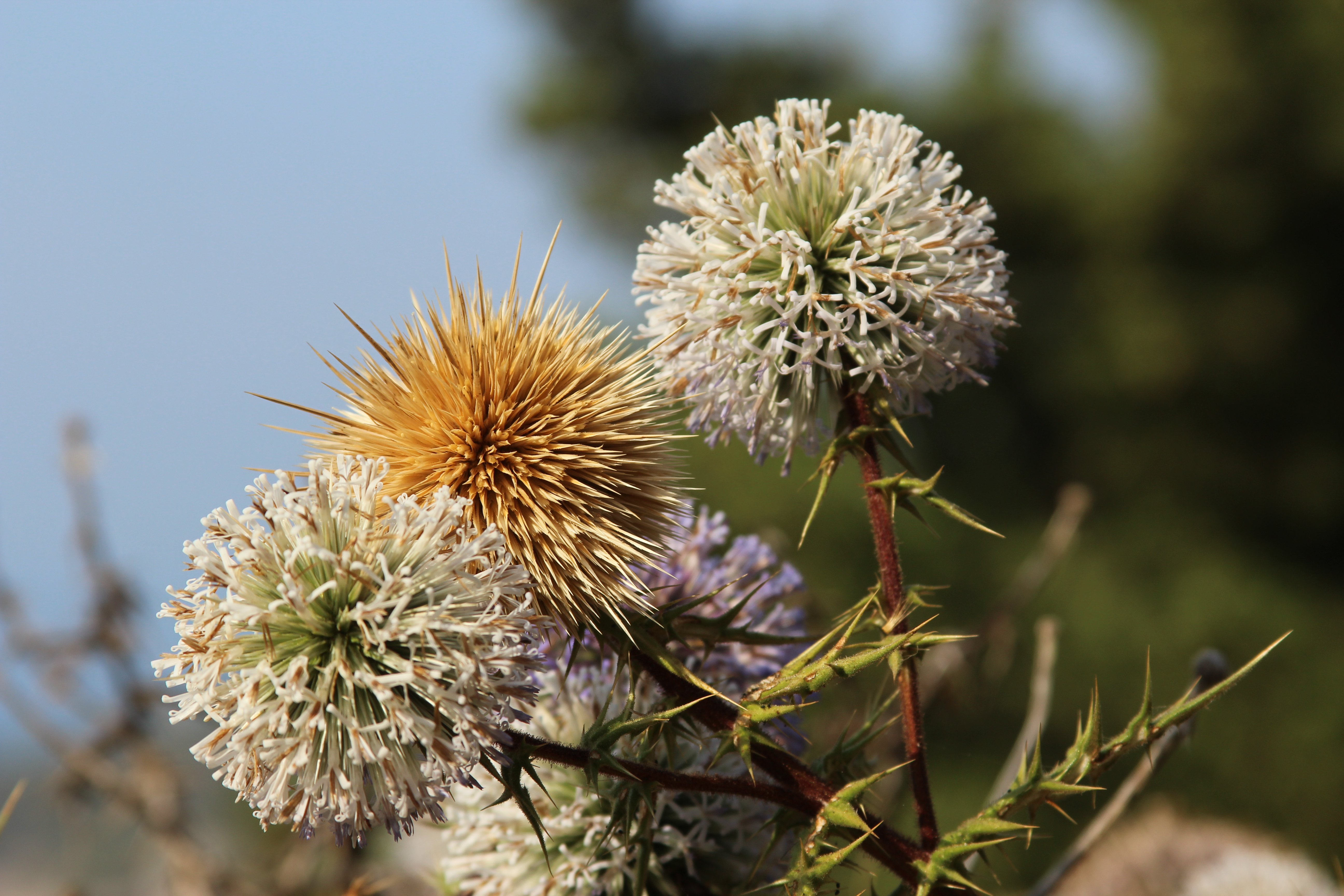
Echinops spinosissimus
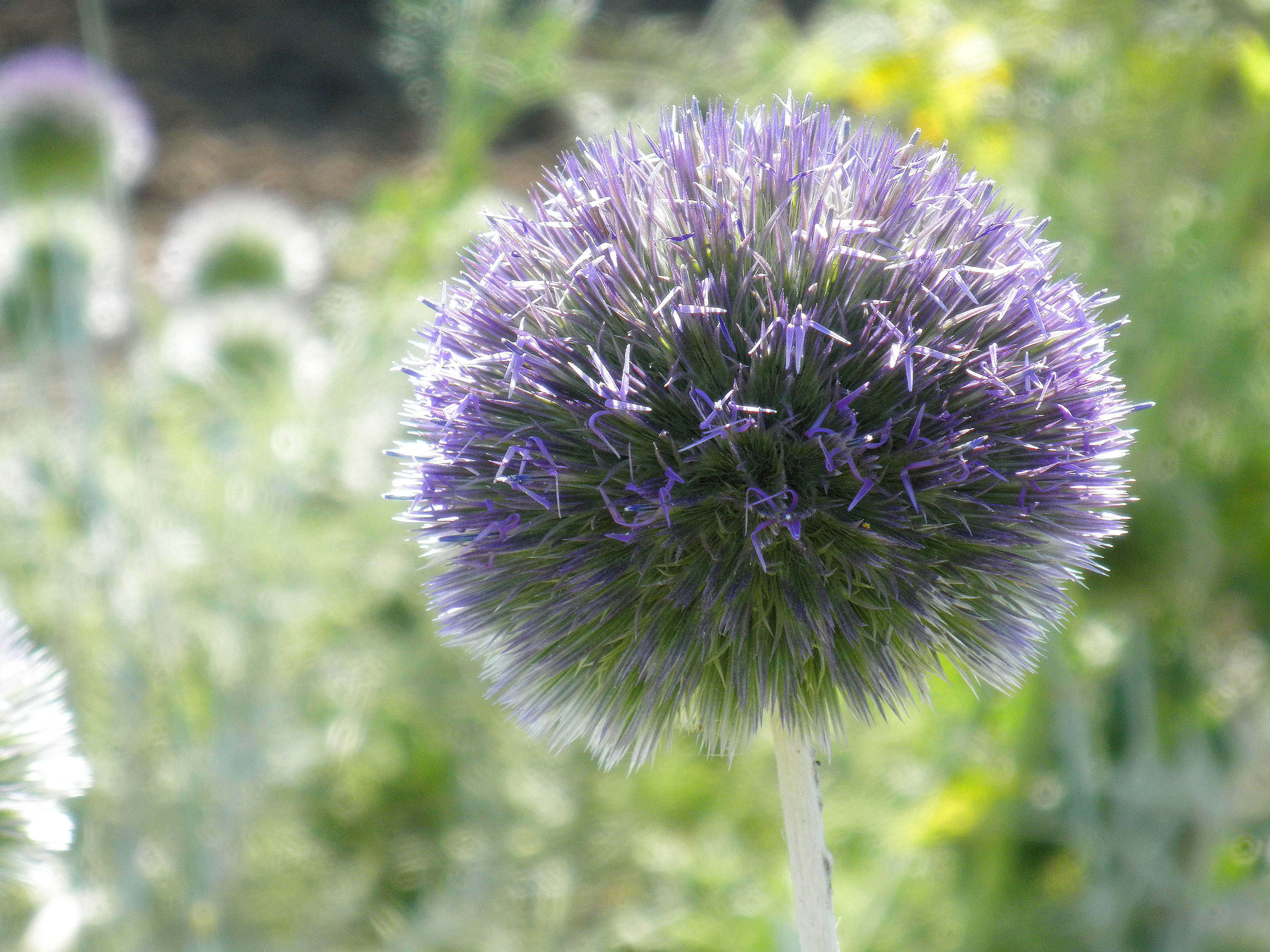
Echinops strigosus